# День гігантів
День гігантів (англ. Day of the Giants) — науково-фантастичний роман американського письменника Лестера дель Рей, вперше опублікований 1959 року.

## Зміст
В кінці 20 століття була глобальна продовольча криза. В світі почалося багато війн. В США армія була задіяна для вилучення і розподілу продовольства, що викликало багато сутичок із незадоволеними фермерами.
Фермер Лейф Свенсен поїхав зустріти свого брата-близнюка Лі професійного військового.
По дорозі він підібрав попутника Лофейсона, який розказував, що всі негаразди спричинені настанням Великої Зими. Лі розповів Лейфу, що в небі часто стало помітно валькірій. Одна з них, здається, хотіла забрати його після поранення, але передумала, коли його занесли в християнський храм. Лофейсон виявився побратимом Лі, вони всі троє повернулись на ферму Лейфа.
Там вони очікували ще одного побратима Лі — Йордсона.
Несподівано до Лейфа приїхали місцеві жителі, щоб лінчувати за шкоду заподіяну його псом Рексом.
Тут з'являється Йордсон і розпочинає бійку з ними використовуючи кувалду.
В бою Лейф та Лі отримують поранення. Локі, не дочікуючись завершення битви, вказує Ґна перенести Лейфа конем Хофварпніром в Асгард.
Лейфа повертає до свідомості поцілунок Фулли, через який передається енергія яблук молодості. На відміну від ейнгеріїв у Вальгаллі, у яких була перенесена тільки душа, а тіло відтворене магією білих ельфів, він був перенесений разом з тілом і оживлений яблуком, які дозволено споживати тільки богам, оскільки Одін покладає на нього велику надію у майбутній битві Рагнарок.
Наодинці Локі пояснює Лейфу, що це він порадив Одіну перенести героя із сучасного світу, і той вибрав Лі, але Локі вирішив підмінити його більш розважливим Лейфом.
Під час аудієнції у Одіна, повертається Тор із тілами Лі та Рекса і викриває самозванця.
У відчаї Лейф знаходить у себе пістолет і погрожує вбити Геймдалла, без якого не наступить Рагнарок. Оживлений Лі заступається за брата, і не впевнений у перспективах Асґарду Одін дозволяє їм обом залишитись. 
Надалі Лі проводить кожен день традиційно для Асґарду: в тренуваннях і залицяннях до валькірій. А Лейф порушуючи усі традиції, стимулює плодоносіння яблук молодості і навчає гномів виготовляти вибухівку. Вкравши у Одіна дзеркальце, що може бачити між світів, він підглядає на Землі технологію виготовлення зброї. Не маючи можливості виготовити нарізні стволи, він виготовляє гранати, ракети та навіть збагачує уран. 
Однак синам Одіна, які після поразки в Рагнароку керуватимуть Асґардом, не подобаються нові фаворити.
Валі дискредитує нову зброю, підриваючи майстерню гномів та допомагає йотунам викрасти Фуллу з урожаєм яблук молодості. Відар заплутує сліди відправляючи погоню в Муспельгейм.
Лейф на Хофварпнірі відправляється в Утгард столицю Йотунгейма рятувати її. Однак його одразу схоплюють і Скраймір замикає його в підвалі свого замку разом Фуллою. Йотуни відволікаються на ілюзію нападу асів влаштовану Локі.
За цей час Лейф, використовуючи інструменти для чистки пістолета, вибирається з підземення. Вони з Фуллою забирають яблука та раніше викрадений меч Фрейра, що змінить розподіл сил під час Рагнарока.
З'являється Локі з повними кишенями гранат і допомагає Лейфу тримати оборону допоки Фулла на Хофварпнірі не приведе допомогу.
Після появи Тора з ящиком гранат йотуни втікають із замку.
Після повернення до Асґарду Тор вбиває зрадника Відара, а Лейф на Хофварпнірі скидує Валі в Ніфльгеймі. Одін усиновлює Лейфа і натякає, що той стане справжнім богом, якщо аси виграють Рагнарок. Лейф пропонує богам відійти від традицій і не чекати Рагнарока, а розбити своїх ворогів поодинці. Одін ставить цю пропозицію на голосування, але боги не підтримують її.
Згідно традицій настає Рагнарок і Вігрід заповнюється ворожими військами, частина з них ще тісниться у ворожих світах. Лейф міняє тактику асів. Він роздає кожному богу спорядження проти його супротивника: Одіну — гранатомет проти вовка Фенріра, Тору — костюм хімзахисту проти отрути змія Йормунганда, Фрейру — його меч проти вогняного Сурта. Він наказує валькіріям підвозити боєприпаси, а не евакуйовувати полеглих ейнгеріїв. Лейф відправляє Фуллу на Хофварпнірі підірвати ядерними зарядами корабель Наґльфар та місця накопичення ворожих сил у всіх світах. Сам Лейф управляв бойовою колісницею Тора оснащеною довгими лезами.
Однак військо ейнгеріїв не проявило себе, оскільки для їх дій потрібен був чіткий наказ і особистий приклад когось з богів. Йотуни зрозуміли, що їм потрібно зосередитись виключно на винищенні ассів. Хоча Одін, Тор та Фрейр виграли свої поєдинки, Ґарм таки убив Тюра. Також загинули Улль та Ґна. Лейф спитав дозволу в Одіна на мінування утримуємих позицій ядерними зарядами та відхід асів в Асгард. Прикриття повинні були здійснювати ейнгерії на чолі з Геймдаллем, якими потрібно було пожертвувати. В останній момент перед вибухом Лейф рятує і вивозить Геймдалля.
Після перемоги Одін має виконати одне бажання Лейфа. Знаючи, що той слідуючи традиції, відмовиться не завойовувати Мідгард, Лейф просить віддати йому весь запас яблук, що спричинить засинання богів на 1000 років. Аси звинувачують його в зраді, але Одін виконує це бажання.
Лейф повертається на ферму, якою 2 роки керували наймані робітники під наглядом Локі. Там його зустрічає Фулла, яка, за порадою того ж Локі, навчилась куховарити і вести домашнє господарство. Дія яблук молодості на Землі зменшується на декілька порядків, але Локі починає їх розтринькувати. Він показує Лейфу свій розсадник яблунь із вкрадених з Асгарду обрізків.

## Германо-скандинавська міфологія
- Дель Рей використав історію про дружину Брагі Ідунн замінивши її на діву Фуллу.